# 52228 Protos
52228 Protos è un asteroide della fascia principale. Scoperto nel 1977, presenta un'orbita caratterizzata da un semiasse maggiore pari a 3,2102920 UA e da un'eccentricità di 0,1178994, inclinata di 27,93691° rispetto all'eclittica.
IL nome dell'asteroide fa riferimento al termine greco che significa "primo", per far intendere che questa è la prima scoperta di un asteroide fatta da Lutz D. Schmadel, lo scopritore.